# What I Can Do for You
What I Can Do for You is een nummer van de Amerikaanse zangeres Sheryl Crow uit 1995. Het is de tweede single van haar debuutalbum Tuesday Night Music Club.
"What I Can Do for You" gaat over seksuele intimidatie. De tekst is gebaseerd op echte dingen die mannen tegen Crow hebben gezegd. Toen ze van Missouri naar Los Angeles verhuisde en als back-upzangeres werkte, werd ze een doelwit voor een aantal onsmakelijke types. Crow zegt dat ze in die tijd elke dag te maken kreeg met seksuele intimidatie.
Het nummer werd niet op single uitgebracht in Amerika, wel werd het een kleine hit in het Verenigd Koninkrijk. In het Nederlandse taalgebied bereikte de plaat geen hitparades.